# ژولیوس آدلر (زیست‌شیمیدان)
ژولیوس آدلر (انگلیسی: Julius Adler (biochemist)؛ زادهٔ ۱۹۳۰) یک زیست‌شیمیدان اهل ایالات متحده آمریکا است.